# Tressow (Bobitz)
Tressow ist ein Ortsteil der Gemeinde Bobitz im Landkreis Nordwestmecklenburg in Mecklenburg-Vorpommern.

## Geografie und Verkehrsanbindung
Tressow liegt nordwestlich des Kernortes Bobitz an der Landesstraße L 12. Die A 20 verläuft südlich. Nördlich liegt der 64 ha große Tressower See.

## Sehenswürdigkeiten
Die Gutsanlage Schloss Tressow besteht aus Gutshaus, Park und Marstall. Das Hauptgebäude ist ein  spätklassizistischer 2-geschossiger, 13-achsiger schlossartiger Putzbau, der im Jahr 1865 mit Sockel- und Mezzaningeschoss und Mittelrisalit nach Plänen von Hofbaurat Georg Daniel errichtet wurde. Der Marstall wurde nach dem Vorbild des Schweriner Marstalls errichtet. Im Park befindet sich ein Gedenkstein für den Widerstandskämpfer Fritz-Dietlof Graf von der Schulenburg. Nach 1945 war das Gutshaus Domizil für eine Sonderschule. Nach 2000 wurde es grundlegend saniert; seitdem befinden sich darin u. a. auch Ferienwohnungen.